# San Pancrazio (település)
San Pancrazio, németül: St. Pankraz vagy Sankt Pankraz, település Olaszországban, Bolzano autonóm megyében. Lakosainak száma 1527 fő (2023. január 1.). San Pancrazio Lauregno, Naturno, Ultimo, Borgo d'Anaunia, Lana, Senale–San Felice és Tesimo községekkel határos.

## Népesség
A település népességének változása:
| Lakosok száma | 1577 | 1549 | 1527 |
|               | 2017 | 2018 | 2023 |